# Liste der Kulturdenkmale in Schashagen
In der Liste der Kulturdenkmale in Schashagen sind alle Kulturdenkmale der schleswig-holsteinischen Gemeinde Schashagen (Kreis Ostholstein) und ihrer Ortsteile aufgelistet (Stand: 10. März 2025).

## Legende
In den Spalten befinden sich folgende Informationen:
- Objekt-ID: die Nummer des Kulturdenkmales
- Lage: die Adresse des Kulturdenkmales und die geographischen Koordinaten. Kartenansicht, um Koordinaten zu setzen. In der Kartenansicht sind Kulturdenkmale ohne Koordinaten mit einem roten Marker dargestellt und können in der Karte gesetzt werden. Kulturdenkmale ohne Bild sind mit einem blauen Marker gekennzeichnet, Kulturdenkmale mit Bild mit einem grünen Marker.
- Offizielle Bezeichnung: Bezeichnung des Kulturdenkmales
- Beschreibung: die Beschreibung des Kulturdenkmales
- Bild: ein Bild des Kulturdenkmales

## Sachgesamtheiten
| Objekt-ID | Lage                                            | Offizielle Bezeichnung | Beschreibung | Bild |
| --------- | ----------------------------------------------- | ---------------------- | --- | ---- |
| 52239     | Bäderstraße 18 (54° 9′ 41″ N, 10° 53′ 30″ O)    | ehem. Hof Hoofe        | ehem. Hof Hoofe; 18. Jh. und Anfang 19. Jh.; Hofanlage mit Haupthaus und Scheune verkürztes Fachhallenhaus mit quergestelltem, zweigeschossigem Wohnflügel in Fachwerkbauweise mit Backsteinausfachung, Sattel- und Walmdach und Dreiständerscheune, Fachwerkaußenmauern teilweise in Lehm-, teilweise in Backsteinausfachung, Walmdach, straßenseitig als Halbwalm - Begründung: geschichtlich, städtebaulich, Kulturlandschaft prägend - Schutzumfang: Haupthaus, Scheune | BW   |
| 52044     | Dorfstraße 11 (54° 10′ 39″ N, 10° 50′ 31″ O)    | Hof Behrens            | Hof Behrens; Einfriedungspfeiler 1825, Bauten 1853; axialsymmetrische Hofanlage mit traufständigem, zurückgesetztem Wohnhaus aus Backstein von 1853 und flankierenden, den gärtnerischen Hof einfassenden massiven Scheunen, alle Gebäude in Backstein und mit Halbwalmdächern, Einfriedungspfeiler - Begründung: geschichtlich, städtebaulich, Kulturlandschaft prägend - Schutzumfang: Wohnhaus mit Einfriedungspfeiler, nördliche Scheune, südliche Scheune | BW   |
| 52052     | Grömitzer Straße 9 (54° 7′ 6″ N, 10° 50′ 50″ O) | Hof Sachau             | Hof Sachau; 19.-20. Jahrhundert; eindrückliches Ensemble aus Wohnhaus von 1915 Wirtschaftsgebäude des 19. Jahrhunderts, ein eingeschossiges Backsteinwohnhaus des Heimatschutzstils mit Mansardwalmdach und seitlichem zweigeschossigen Türmchen mit angeschlepptem Zeltdach, mit älterem schmiedeeisernem Gartentor mit Granitpfeilern sowie eine giebelständige Dreiständerscheune mit Abseiten, Fachwerkaußenwände mit Backsteinausfachung, erneuertes Halbwalmdach - Begründung: geschichtlich, städtebaulich, Kulturlandschaft prägend - Schutzumfang: Wohnhaus mit Gartentor, Dreiständerscheune | BW   |

## Bauliche Anlagen
| Objekt-ID      | Lage                                               | Offizielle Bezeichnung            | Beschreibung | Bild                             |
| -------------- | -------------------------------------------------- | --------------------------------- | --- | -------------------------------- |
| 30165          | Bäderstraße 16 (54° 9′ 42″ N, 10° 53′ 26″ O)       | Scheune                           | Scheune; um 1800; Dreiständerscheune von acht Fach mit Abseiten und Längsdurchfahrt, Fachwerkaußenwände teilweise in Lehm-, teilweise mit Backsteinausfachung, Halbwalmdach - Begründung: geschichtlich, Kulturlandschaft prägend - Schutzumfang: gesamtes Objekt - Denkmaltyp: Bauliche Anlage                                                                                | BW                               |
| 30166          | Bäderstraße 18 (54° 9′ 41″ N, 10° 53′ 29″ O)       | Scheune                           | Scheune; um 1800; Dreiständerscheune von acht Fach mit Abseiten und Längsdurchfahrt, Außenmauern teilweise in Lehmausfachung, Walmdach, straßenseitig als Halbwalm - Begründung: geschichtlich, Kulturlandschaft prägend - Schutzumfang: gesamtes Objekt - Denkmaltyp: Bauliche Anlage, Sachgesamtheit: ehem. Hof Hoofe                                                        | BW                               |
| 30167          | Bäderstraße 18 (54° 9′ 41″ N, 10° 53′ 31″ O)       | Haupthaus                         | Haupthaus; 18. Jh. und Anfang 19. Jh.; verkürztes Fachhallenhaus mit quergestelltem, zweigeschossigem Wohnflügel in Fachwerkbauweise mit Backsteinausfachung, Sattel- und Walmdach - Begründung: geschichtlich, Kulturlandschaft prägend - Schutzumfang: gesamtes Objekt - Denkmaltyp: Bauliche Anlage, Sachgesamtheit: ehem. Hof Hoofe                                        | BW                               |
| 7462           | Bliesdorfer Straße 31 (54° 8′ 7″ N, 10° 52′ 51″ O) | Wohnhaus zur Schmiede             | Wohnhaus zur Schmiede; 19. Jahrhundert; eingeschossiges Wandständer-Fachwerkhaus mit Backsteinausfachung, reetgedecktes Halbwalmdach; mit Hausbäumen - Begründung: geschichtlich, Kulturlandschaft prägend - Schutzumfang: Wohnhaus zur Schmiede, Hausbäume - Denkmaltyp: Bauliche Anlage                                                                                      | BW                               |
| 9202 Wikidata  | Brodauer Straße 26 (54° 7′ 48″ N, 10° 54′ 36″ O)   | ehem. Kate                        | Alteintragung (Aktualisierung vorgesehen) - Begründung: geschichtlich, wissenschaftlich, städtebaulich - Schutzumfang: gesamtes Objekt - Denkmaltyp: Bauliche Anlage | BW                               |
| 20815 Wikidata | Bundesstraße (54° 7′ 53″ N, 10° 54′ 8″ O)          | Kapelle Bliesdorf mit Ausstattung | Die evangelische Kapelle wurde von 1965 bis 1966 erbaut. Die Kapelle liegt frei auf einem Hügel. Alteintragung (Aktualisierung vorgesehen) - Begründung: geschichtlich, künstlerisch, städtebaulich - Schutzumfang: gesamtes Objekt - Denkmaltyp: Bauliche Anlage | BW                               |
| 30179          | Dorfstraße 7 (54° 7′ 46″ N, 10° 51′ 34″ O)         | Wohnhaus                          | Wohnhaus; zweite Hälfte 19. Jahrhundert; zweigeschossiger Backsteinbau von sieben Achsen mit mittiger zweiflügeliger Haustüre mit Oberlicht in geputztem Portalrahmen, Walmdach; mit Vorgarten und Einfriedung - Begründung: geschichtlich, Kulturlandschaft prägend - Schutzumfang: Wohnhaus, Vorgarten, Einfriedung - Denkmaltyp: Bauliche Anlage                            | BW                               |
| 30181          | Dorfstraße 11 (54° 7′ 52″ N, 10° 51′ 23″ O)        | Wohnhaus                          | Wohnhaus; 1853; traufständiges spätklassizistisches Backsteinwohnhaus, eingeschossig mit zweigeschossigem, übergiebeltem Mittelrisalit, pfannengedecktes Halbwalmdach - Begründung: geschichtlich, Kulturlandschaft prägend - Schutzumfang: Wohnhaus, Einfriedungspfeiler - Denkmaltyp: Bauliche Anlage, Sachgesamtheit: Hof Behrens                                           | BW                               |
| 2704           | Dorfstraße 24 (54° 10′ 45″ N, 10° 50′ 30″ O)       | Bauernhaus                        | Bauernhaus; Mitte 17. Jahrhundert und Anfang bis Mitte 19. Jahrhundert; Wohntrakt zweigeschossiger traufständiger Teil mit rückwärtigem Wirtschaftstrakt als Fachhallenhaus von neun Gefachen, Außenmauern mit Backsteinausfachung, Eternitschieferdeckung - Begründung: geschichtlich, Kulturlandschaft prägend - Schutzumfang: gesamtes Objekt - Denkmaltyp: Bauliche Anlage | BW                               |
| 30187          | Grömitzer Straße 9 (54° 7′ 6″ N, 10° 50′ 50″ O)    | Wohnhaus                          | Wohnhaus; 1915; eingeschossiger Backsteinbau im Heimatschutzstil, seitlich mit polygonalem, zweigeschossigem Türmchen mit angeschlepptem Zeltdach, Mansardwalmdach; mit Gartentor - Begründung: geschichtlich, städtebaulich - Schutzumfang: Wohnhaus, Gartentor - Denkmaltyp: Bauliche Anlage, Sachgesamtheit: Hof Sachau                                                     | BW                               |
| 30188          | Grömitzer Straße 9 (54° 7′ 7″ N, 10° 50′ 52″ O)    | Dreiständerscheune                | Dreiständerscheune; erste Hälfte 19. Jahrhundert; giebelständiges Fachhallenhaus von sieben Fach mit Abseiten, Außenmauern in Fachwerk mit Backsteinausfachungen, erneuertes Halbwalmdach - Begründung: geschichtlich, Kulturlandschaft prägend - Schutzumfang: gesamtes Objekt - Denkmaltyp: Bauliche Anlage, Sachgesamtheit: Hof Sachau                                      | BW                               |
| 30171          | Hauptstraße 13 (54° 9′ 45″ N, 10° 51′ 55″ O)       | Fachwerkkate                      | Fachkate; wohl erste Hälfte 19. Jahrhundert; traufständiger Wandständerbau auf Feldsteinsockel, reetgedecktes Walmdach - Begründung: geschichtlich, Kulturlandschaft prägend - Schutzumfang: gesamtes Objekt - Denkmaltyp: Bauliche Anlage | BW                               |
| 927 Wikidata   | Zum Gut 1 (54° 6′ 55″ N, 10° 53′ 58″ O)            | Gut Brodau: Herrenhaus            | Das Herrenhaus wurde um 1585 erbaut. Es ist ein zweigeschossiges Fachwerkhaus. Alteintragung (Aktualisierung vorgesehen) - Begründung: Alteintragung (Aktualisierung vorgesehen) - Schutzumfang: Alteintragung (Aktualisierung vorgesehen) - Denkmaltyp: Bauliche Anlage | BW                               |
| 937 Wikidata   | Zum Gut 1 (54° 6′ 53″ N, 10° 53′ 55″ O)            | Gut Brodau: Torhaus               | Alteintragung (Aktualisierung vorgesehen) - Begründung: Alteintragung (Aktualisierung vorgesehen) - Schutzumfang: Alteintragung (Aktualisierung vorgesehen) - Denkmaltyp: Bauliche Anlage | weitere Fotos \| Fotos hochladen |
| 938 Wikidata   | Zum Gut 1 (54° 6′ 55″ N, 10° 53′ 54″ O)            | Gut Brodau: Speicher              | Der Speicher ist ein Fachwerkbau aus Eiche. Er stammt aus der Spätrenaissance. Alteintragung (Aktualisierung vorgesehen) - Begründung: Alteintragung (Aktualisierung vorgesehen) - Schutzumfang: Alteintragung (Aktualisierung vorgesehen) - Denkmaltyp: Bauliche Anlage | BW                               |